# Suwallia sierra
Suwallia sierra är en bäcksländeart som beskrevs av Baumann och R.L. Bottorff 1997. Suwallia sierra ingår i släktet Suwallia och familjen blekbäcksländor. Inga underarter finns listade i Catalogue of Life.